# Río Hari Rud
El río Hari Rud (del persa rud que significa río, conocido en también como Torei o Tedzhen, y en latín como Arius) es un río que fluye 1.124 km desde las montañas de Afganistán hacia Turkmenistán.  

## Geografía
El río Hari Rud nace en las montañas Koh-i-Baba, las cuales forman parte del Hindu Kush, en Afganistán central, y sigue un curso relativamente recto hacia el oeste.  En el oeste de Afganistán el Hari Rud pasa por el sur de Herat.  El río Ger Rud desemboca sobre el Hari Rud en el sitio en donde se encuentra el minarete de Jam, el segundo minarete antiguo más alto del mundo.  Después de Herat el río gira primero al noroeste y luego al norte delineando la frontera entre Afganistán e Irán.  Más al norte forma la frontera entre Irán y Turkmenistán.  El río se interna en Turkmenistán, donde se le conoce por Torei o Tedzhen, al pasar cerca de la ciudad de Tedzhen, antes de desaparecer en el desierto de Karakum.